# Limberg Gutiérrez Mojica
Limberg Gutiérrez Mojica, noto semplicemente come Limbert Gutiérrez (Santa Cruz de la Sierra, 18 giugno 1998), è un calciatore boliviano, centrocampista della Juazeirense in prestito dal Blooming e della nazionale boliviana.

## Caratteristiche tecniche
È un trequartista.

## Carriera

### Club
Ha giocato nella prima divisione boliviana.

### Nazionale
Con la nazionale Under-20 boliviana ha preso parte al Sudamericano Under-20 2015 ed al Sudamericano Under-20 2017 disputando rispettivamente tre e quattro incontri.
Il 23 marzo 2017 ha esordito con la nazionale maggiore boliviana disputando il match di qualificazione per i Mondiali 2018 perso 1-0 contro la Colombia.